# Samuel van Hoogstraten
Samuel Dirksz van Hoogstraten (Dordrecht, 2 agosto 1627 – Dordrecht, 19 ottobre 1678) è stato un pittore olandese.

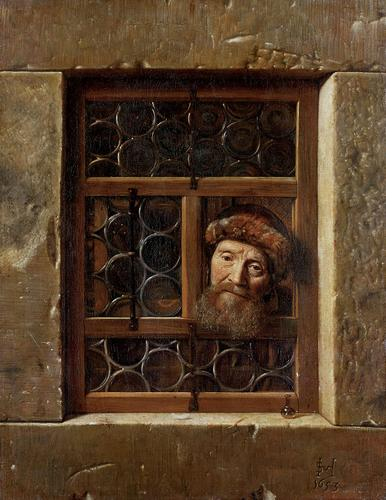
Uomo alla finestra, 1653

Van Hoogstraten fu dapprima allievo del padre, Dirk van Hoogstraten,  durante la sua permanenza a Dordrecht fino al 1640. Dopo la sua morte, si trasferì ad Amsterdam e divenne allievo di Rembrandt. Poco dopo, tenne egli stesso scuola e si dedicò alla pittura ritrattistica.
Si è conservato fino ad oggi un numero di opere di Van Hoogstraten sufficientemente esteso da evidenziare l'evoluzione stilistica dell'artista.
La ricerca della bellezza in ogni cosa, dalla più umile alla più nobile, è caratteristica comune degli artisti olandesi coevi di Hoogstraten, il quale, da parte sua, «amava soprattutto l'eleganza delle cose, e ce ne dà un esempio (...) in Scorcio di corridoio». In The slippers (Le  ciabatte) rappresentò la bellezza dei contrasti. L'ultimo anno della sua vita esce il suo trattato  Introduction to the Academy of Painting; or the Visible World (1678).

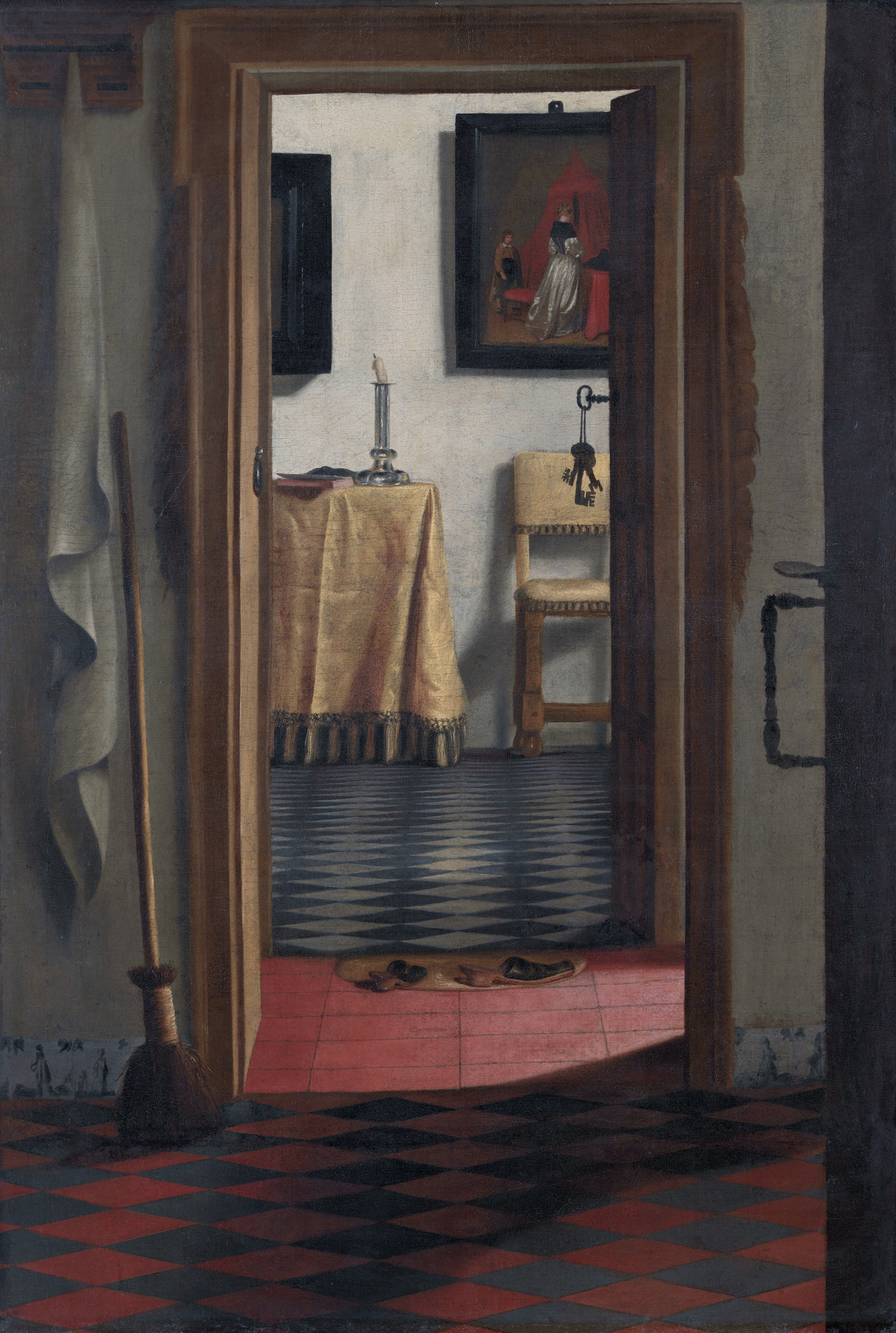
Dirk van Hoogstraten, Le ciabatte, Louvre